# Allotheria
Under namnet Allotheria sammanfattas idag tre grupper av utdöda däggdjur som enligt vissa forskare har samma ursprung. Grupperna är:
- Haramiyida, som levde under trias och jura. Gruppen räknas till de äldsta kända däggdjuren.
- Multituberculata, som hade många arter. De levde mellan jura och eocen huvudsakligen på norra halvklotet.
- Gondwanatheria förekom mellan övre krita och eocen på södra halvklotet.

Att de var släkt med varandra antas på grund av liknande egenskaper hos deras molarer. En av de existerande hypoteserna beskriver Haramiyida som förfäder till de två andra grupperna. Dessa ska ha förökat sig under mesozoikum och kenozoikum innan de blev undanträngda av dagens däggdjursgrupper.
Nyare fynd motsäger teorin att Allotheria var en monofyletisk grupp. Tills vidare är det oklart om och hur de nämnda grupperna är släkt med varandra.